# 中国科学院武汉植物园
中国科学院武汉植物园，简称武汉植物园、武汉园、武植等，位于中国湖北省武汉市，在武昌磨山和武汉东湖新技术开发区分别建有磨山园区和光谷园区，始建于1956年，为中国三大核心科学植物园之一，包含光谷、磨山、中-非联合研究中心-肯尼亚园区，新洲、江夏两个基地及多个野外观测台站。现有物种8000余种。是「国家4A级旅游景区」。